# Campidoglio (Frankfort)
Il Campidoglio di Frankfort (in lingua inglese Kentucky State Capitol) è la sede governativa dello Stato del Kentucky, negli Stati Uniti d'America.
Fu costruito tra il 1905 e il 1909 dall'architetto Frank Mills Andrews in stile Beaux-Arts.
Ha nella sede l'Assemblea Generale del Kentucky (Kentucky General Assembly o Kentucky Legislature), i due rami dell'esecutivo statale: il Senato e la Camera dei Rappresentanti.